# Naima Akef
Naima Akef (tiếng Ả Rập: نعيمة عاكف, phát âm [næˈʕiːmæ ˈʕæːkef]; 7 tháng 10 năm 1929 - 23 tháng 4 năm 1966) là một vũ công múa bụng nổi tiếng của Ai Cập trong thời kỳ hoàng kim của điện ảnh Ai Cập và đóng vai chính trong nhiều bộ phim thời đó. Naima Akef được sinh ra ở Tanta thuộc đồng bằng sông Nile. Cha mẹ bà là diện viên nhào lộn trong Rạp xiếc Akef (do ông của Naima điều hành), đây là một trong những rạp xiếc nổi tiếng nhất lúc bấy giờ. Bà bắt đầu biểu diễn trong rạp xiếc từ năm bốn tuổi và nhanh chóng trở thành một trong những hành động phổ biến nhất với kỹ năng nhào lộn của mình. Gia đình bà sống ở quận Bab el Khalq của Cairo, nhưng họ đã đi rất xa để biểu diễn.

## Khiêu vũ
Rạp xiếc tan rã khi Naima 14 tuổi, nhưng đây mới chỉ là khởi đầu trong sự nghiệp của bà. Ông của bà có nhiều mối liên hệ trong thế giới biểu diễn ở Cairo và ông giới thiệu bà với bạn bè. Khi cha mẹ của Naima ly dị, bà đã thực hiện các hành động nhào lộn và chú hề được thực hiện ở nhiều câu lạc bộ trên khắp Cairo. Sau đó, bà có cơ hội làm việc trong hộp đêm nổi tiếng của Badia Masabni, nơi bà trở thành một ngôi sao và là một trong số rất ít người nhảy và hát. Tuy nhiên, thời gian của bà với Badeia rất ngắn ngủi, vì Badia thích bà, điều này khiến các nghệ sĩ khác ghen tị. Một ngày nọ, họ lao vào bà và cố gắng đánh bà, nhưng bà tỏ ra mạnh mẽ và nhanh nhẹn hơn và chiến thắng. Điều này khiến bà bị sa thải, vì vậy bà bắt đầu biểu diễn ở nơi khác.

## Một ngôi sao
Câu lạc bộ Kit Kat là một địa điểm nổi tiếng khác ở Cairo và đây là nơi Naima được giới thiệu với đạo diễn phim Abbas Kemal. Anh trai Hussein Fawzy, cũng là một đạo diễn phim, rất thích có ngôi sao Naima trong một trong những bộ phim âm nhạc của mình. Bộ phim đầu tiên như vậy là về Al-Eïch wal malh '(bánh mì và muối). Vai diễn của bà là ca sĩ Saad Abdel Wahab, cháu trai của ca sĩ và nhà soạn nhạc huyền thoại Mohammed Abdel Wahab. Bộ phim được công chiếu vào ngày 17 tháng 1 năm 1949 và đã thành công ngay lập tức, mang lại sự công nhận cho các hãng phim Nahhas.

## Nghỉ hưu và chết
Naima từ bỏ diễn xuất vào năm 1964 để chăm sóc đứa con duy nhất của bà, một đứa con trai từ cuộc hôn nhân thứ hai của cô với kế toán Salaheldeen Abdel Aleem. Bà qua đời hai năm sau vì bệnh ung thư, vào ngày 23 tháng 4 năm 1966, ở tuổi 36.

## Đóng phim
- Aish Wal Malh (1949). *****
- Lahalibo (1949). *****
- Baladi Wa Khafa (1949). ****
- Furigat (1950). ****
- Baba Areess (1950). ****
- Fataat Al Sirk (1951). *****
- Ya Halawaat Al Hubb (1952). ****
- Arbah Banat Wa Zabit (1954). *****
- Aziza (1955). ****
- Tamr Henna (1957). với Ahmed Ramzy, Fayza Ahmed và Rushdy Abaza. *****
- Amir El Dahaa (1964). ****

## liên kết ngoài
- Naima Akef trên IMDb
- Nhiều video clip cho Legend Naima Akef